# Franz Joseph Czernin von und zu Chudenitz
Franz de Paula Joseph Leopold Wenzel Antonius de Padua Cajetanus Friedrich Adeodatus Johannes Lucas Marcus Mattheus Czernin von und zu Chudenitz (in ceco František Josef Černín z Chudenic; Vienna, 6 marzo 1697 – Vienna, 4 marzo 1733) è stato un nobile e politico boemo.

## Biografia
Proveniente dalla nobile famiglia boema dei Czernin von und zu Chudenitz, Franz Joseph era figlio del diplomatico Hermann Jakob Czernin von und zu Chudenitz (25 luglio 1659 - 8 agosto 1710) e di sua moglie, la contessa Maria Josepha Slavata von Chlum und Koschumberg (2 febbraio 1667 - 11 ottobre 1708). Fu battezzato nella Schottenkirche di Vienna e suoi padrini furono il cancelliere boemo Franz Ulrich Kinsky von Wchinitz and Tettau, Maria Elisabeth von Eggenberg, moglie dell'Oberhofmeister Ferdinand Joseph von Dietrichstein, e Johann Leopold von Trautson .
Compì i propri studi presso il liceo dei padri scolopi di Kosmanos. Dopo la morte del padre nel 1710, sua zia Maria Margaretha e suo marito Franz Joseph von Wallenstein assunsero la sua tutela. Tra il 1715 e il 1717 intraprese un grand tour in Europa, durante il quale ebbe l'occasione di fare tappa a Strasburgo, a Parigi, a Bruxelles ed a Utrecht dove imparò la lingua francese. In Belgio conobbe la sua futura moglie, la figlia del feldmaresciallo imperiale Jean-Philippe-Eugène de Mérode-Westerloo. I due si sposarono a Bruxelles nel 1717.
Nel 1716 ricevette dall'imperatore Carlo VI la carica ereditaria di Arci-Coppiere imperiale per il regno di Boemia. Dal 1721 divenne giudice della Corte Suprema e ciambellano imperiale nonché consigliere privato dell'imperatore. Nel 1721 e nel 1728-30 fu nominato commissario reale del parlamento e rappresentò l'imperatore alla Dieta di Boemia.
Morì nel 1733 all'età di 36 anni e fu sepolto nella Cappella di San Sigismondo nella Cattedrale di San Vito a Praga. Il suo cuore fu sepolto separatamente a Chudenitz. La sua vedova si risposò col cognato, fratello del defunto marito, Franz Anton Czernin.

## Matrimonio e figli
Il 12 maggio 1717 sposò la quattordicenne Isabella Johanna Maria Catharina de Mérode-Westerloo (1703–1780), figlia di Jean-Philippe-Eugène de Mérode-Westerloo e di sua moglie Maria Teresa Pignatelli, duchessa di Monteleone. Dalla loro unione nacquero cinque figli:
- Maria Theresia (18.4.1719 – 4.3.1786), sposò il 20 agosto 1738 il conte Franz Ferdinand Novohradský von Kolowrat (10/9/1714 – 10/12/1763)
- Marie Desiderie Norbertina (23 maggio 1720 – 1 ottobre 1720)
- Maria Anna (19.1.1722 – 15.1.1772), sposò il 9 aprile 1741 Francesco II von Mansfeld-Vorderort, principe di Fondi (6.7.1712 – 15.2.1780)
- Václav Johann Nepomuk Franz (5. 6. 1724 – 21. (22.) 2. 1733)
- Prokop Adalbert (23 marzo 1726 – 30 gennaio 1777), sposò in prime nozze il 28 giugno 1746 la contessa Maria Antonia von Colloredo (21.4.1728 – 2.10.1757); in seconde nozze sposò il 18 agosto 1759 la contessa Marie Tereza Rajská zu Dubnice (17.5.1736 – 5.2.1780)

## Albero genealogico
|                                               |                                              |                                        | Genitori                              |  |  | Nonni |  |  | Bisnonni                             |  |  | Trisnonni                           |  |
|                                               |                                              |                                        |                                       |  |  |       |  |  | Johann Baptist Czernin von Chudenitz |  |  | Humprecht III Czernin von Chudenitz |  |
|                                               |                                              |                                        |                                       |  |  |       |  |  | Johann Baptist Czernin von Chudenitz |  |  | Humprecht III Czernin von Chudenitz |  |
|                                               |                                              | Eva Polixena Woracziczky von Pabienicz |                                       |  |  |       |  |  | Johann Baptist Czernin von Chudenitz |  |  |                                     |  |
| Humprecht Johann Czernin von Chudenitz        |                                              |                                        |                                       |  |  |       |  |  | Johann Baptist Czernin von Chudenitz |  |  |                                     |  |
|                                               |                                              | Susanna Homuth von Harasov             | Jiři Homuth von Harasov               |  |  |       |  |  |                                      |  |  |                                     |  |
|                                               |                                              | Susanna Homuth von Harasov             | Jiři Homuth von Harasov               |  |  |       |  |  |                                      |  |  |                                     |  |
|                                               |                                              | Susanna Homuth von Harasov             | Elizabeth von Cimburg                 |  |  |       |  |  |                                      |  |  |                                     |  |
| Hermann Jakob Czernin von und zu Chudenitz    |                                              | Susanna Homuth von Harasov             |                                       |  |  |       |  |  |                                      |  |  |                                     |  |
|                                               |                                              | Paolo Ippoliti, marchese di Gazoldo    | Rodolfo Ippoliti, marchese di Gazoldo |  |  |       |  |  |                                      |  |  |                                     |  |
|                                               |                                              | Paolo Ippoliti, marchese di Gazoldo    | Rodolfo Ippoliti, marchese di Gazoldo |  |  |       |  |  |                                      |  |  |                                     |  |
|                                               |                                              | Paolo Ippoliti, marchese di Gazoldo    | Olimpia Cartona                       |  |  |       |  |  |                                      |  |  |                                     |  |
| Maria Diana Ippoliti di Gazoldo               |                                              | Paolo Ippoliti, marchese di Gazoldo    |                                       |  |  |       |  |  |                                      |  |  |                                     |  |
|                                               |                                              | Ippolita Fantini                       | Luigi Fantini                         |  |  |       |  |  |                                      |  |  |                                     |  |
|                                               |                                              | Ippolita Fantini                       | Luigi Fantini                         |  |  |       |  |  |                                      |  |  |                                     |  |
|                                               |                                              | Ippolita Fantini                       | Ottavia Suardi                        |  |  |       |  |  |                                      |  |  |                                     |  |
| Franz Joseph Czernin von und zu Chudenitz     |                                              | Ippolita Fantini                       |                                       |  |  |       |  |  |                                      |  |  |                                     |  |
|                                               | Jáchym Oldrich Slavata z Chlumu a Kosumberka | Viléma Slavaty z Chlumu a Košumberka   |                                       |  |  |       |  |  |                                      |  |  |                                     |  |
|                                               | Jáchym Oldrich Slavata z Chlumu a Kosumberka | Viléma Slavaty z Chlumu a Košumberka   |                                       |  |  |       |  |  |                                      |  |  |                                     |  |
|                                               | Jáchym Oldrich Slavata z Chlumu a Kosumberka | Lucie Otýlie z Hradce                  |                                       |  |  |       |  |  |                                      |  |  |                                     |  |
| Jan Jiri Jáchym Slavata z Chlumu a Kosumberka | Jáchym Oldrich Slavata z Chlumu a Kosumberka |                                        |                                       |  |  |       |  |  |                                      |  |  |                                     |  |
|                                               |                                              | Maria Franziska Theresia von Meggau    | Leonhard Helfried von Meggau          |  |  |       |  |  |                                      |  |  |                                     |  |
|                                               |                                              | Maria Franziska Theresia von Meggau    | Leonhard Helfried von Meggau          |  |  |       |  |  |                                      |  |  |                                     |  |
|                                               |                                              | Maria Franziska Theresia von Meggau    | Anna Khuen von Belasi                 |  |  |       |  |  |                                      |  |  |                                     |  |
| Maria Josefa Slavata z Chlumu a Kosumberka    |                                              | Maria Franziska Theresia von Meggau    |                                       |  |  |       |  |  |                                      |  |  |                                     |  |
|                                               |                                              | Johann Franz von Trauttson             | Paul Sixt von Trauttson               |  |  |       |  |  |                                      |  |  |                                     |  |
|                                               |                                              | Johann Franz von Trauttson             | Paul Sixt von Trauttson               |  |  |       |  |  |                                      |  |  |                                     |  |
|                                               |                                              | Johann Franz von Trauttson             | Susanna Veronika von Meggau           |  |  |       |  |  |                                      |  |  |                                     |  |
| Maria Margareta von Trauttson                 |                                              | Johann Franz von Trauttson             |                                       |  |  |       |  |  |                                      |  |  |                                     |  |
|                                               |                                              | Christiane Elisabeth von Mansfeld      | Wolfgang von Mansfeld                 |  |  |       |  |  |                                      |  |  |                                     |  |
|                                               |                                              | Christiane Elisabeth von Mansfeld      | Wolfgang von Mansfeld                 |  |  |       |  |  |                                      |  |  |                                     |  |
|                                               |                                              | Christiane Elisabeth von Mansfeld      | Sophie Schenk von Tautenburg          |  |  |       |  |  |                                      |  |  |                                     |  |
|                                               |                                              | Christiane Elisabeth von Mansfeld      |                                       |  |  |       |  |  |                                      |  |  |                                     |  |